# Брилинг, Николай Романович
Николай Романович Брилинг (14 октября 1876—15 марта 1961) — российский и советский учёный в области автомобилестроения, двигателей внутреннего сгорания и теплотехники. Член-корреспондент АН СССР (1953), академик Академии артиллерийских наук (1947), Заслуженный деятель науки и техники РСФСР (1946).

## Биография
Николай (Максимильян Николай) Романович Брилинг родился в городе Клин 1 (13) октября 1876 года в семье Эрнеста‑Роберта Брилинга (1833—1902) и Александры (Адели) Бюксе, дочери офицера Александра Бюксе и баронессы Тротта фон Трейден. Одновременно с ним на свет появился брат Евгений, ставший профессором кафедры «Строительной механики» МИСИ.
Отец Николая Романовича, агроном по специальности, работал управляющим.
В семье было семеро детей: Владимир, Александр, Сергей, Аркадий, Роман, близнецы Евгений и Николай (в советское время все братья Брилинг поменяли отчество Робертович на Романович). Для того, чтобы дать детям образование, мать с детьми переехала жить в Москву.
Среднее образование Николай Романович Брилинг получил в реальном училище при Михайловской евангелическо-лютеранской церкви.
С 1897 г. учился в Московском техническом училище. В 1899 году был подвергнут аресту и высылке на один год в Уфимскую губернию за распространение газеты «Искра». В 1900—1902 гг. продолжал обучение в училище. В 1902 году был вновь арестован, что заставило его выехать для продолжения образования сначала в Штутгарт, затем — в Карлсруэ. в 1904 г. вернулся в Россию, но не был допущен к защите дипломного проекта из-за нового ареста — снова возвратился за границу, где окончил в 1906 г. Дрезденское техническое училище, и в этом же году защитил в Московском техническом училище дипломный проект по двигателям внутреннего сгорания. В 1907 г. защитил докторскую диссертацию «Потери в лопатках паротурбинного колеса». В этой работе были впервые освещены все факторы, определяющие КПД паротурбинного колеса.
С 1908 года начал преподавать в МВТУ (с 1917 г. — профессор). В 1915 году по его инициативе было положено начало подготовке в МВТУ специалистов по транспортным двигателям. Одновременно он вёл конструкторскую работу на петербургском заводе «Дюффон‑Константинович» (в 1914—1917 гг. был его директором). Организует при Всероссийском Земском Союзе и Союзе земств и городов (ВЗС), ведавшим снабжением русской армии, автомобильный отдел.
29 июля 1918 г. постановлением Высшего Совета Народного Хозяйства (ВСНХ) создается Центральная автомобильная секция. Секции было поручено восстановление автомобильного парка страны и снабжение Красной Армии автомобилями, мотоциклами и запасными частями к ним. Н. Р. Брилинг занимает должность заместителя председателя Центральной автомобильной секции РСФСР.
В 1918 г. организовал и возглавил научно-исследовательскую автомобильную лабораторию (НАЛ) при научно-техническом отделе (НТО) ВСНХ, которая в 1921 г. была преобразована в Научный автомобильный и моторный институт, директором которого он был до конца 1925 года. C 1922 года Николай Романович состоял членом Государственной комиссии по постройке нефтепроводов Грозный-Туапсе и Баку-Батуми.
В 1927—1934 годах принимал участие в составлении «Технической энциклопедии» под редакцией Л. К. Мартенса, автор статей по тематике «автомобильные и авиационные двигатели».
В 1922 году был арестован за «контрреволюционную деятельность», подлежал принудительной высылке за границу в группе «антисоветской интеллигенции», однако избежал изгнания. Впоследствии, однако, проходил по «делу Промпартии» и в 1930—1933 годах находился в заключении, работая в Особом техническом бюро ОГПУ над созданием дизельного двигателя для грузовых автомобилей.
В 1924 году Н. Р. Брилинг избран Председателем научно-технического совета Автотреста.
5 мая 1928 года Н. Р. Брилинг, на основании постановления Президиума коллегии НТУ-ВСНХ от 13/IV-28 г. и приказа по НАМИ от 18/IV-28 г., передал дела по должности заместителя Директора НАМИ по научно-технической части. Н. Р. Брилинг перешёл на работу в Теплотехнический институт.
В 1931 году вышла в свет одна из основных работ Брилинга — «Исследование рабочего процесса и теплопередачи в двигателе Дизель».
С 1933 года до конца жизни — профессор Московского автодорожного института, преподавал также в военной академии бронетанковых войск. С 1942 года Брилинг работал над созданием нового типа транспортного двигателя — короткоходного, быстроходного дизеля.
В 1948—1959 годах — начальник и главный конструктор ОКБ Министерства машиностроения СССР; в 1953—1961 годах работал в лаборатории двигателей АН СССР сначала заведующим сектором газобаллонных двигателей, затем — заведующим отделом транспортных двигателей. По предложению Н. Р. Брилинга была создана группа В. В. Уварова по теоретическим и экспериментальным исследованиям газовых турбин.
Похоронен на Введенском кладбище (10 уч.).

## Семья
Жена (с 1889 г.) — Софья Евгеньевна Арманд (ум. в 1941 г.), внучка купца первой гильдии Е. И. Арманда.
С семьей Арманд братья Николай и Евгений Брилинг, который также учился в Высшем техническом Императорском училище, познакомились во время учёбы. Евгений женился на родной сестре Софьи — Варваре Евгеньевне Арманд.
Дети:
- Елизавета (1901—1984). 1-й брак — Герберт Бирс, американский инженер. Сын — Андрей Николаевич Брилинг (1922—1995)[4]. 2-й брак — Евграф Владимирович Кузнецов, инженер, специалист по двигателям внутреннего сгорания, аспирант Николая Романовича Брилинга. Сыновья: Всеволод (род. в 1924) — инженер, преподаватель, Заслуженный конструктор РФ; Евграф (род. в 1931) — тренер, спортивный организатор, Заслуженный работник физической культуры РФ, много лет был вице-президентом Федерации волейбола СССР.
- Мария (1904—1957). 1-й брак — Константин Андреевич Шарапов, инженер-конструктор, создатель одного из первых в СССР легковых автомобилей. После окончания им института Н. Р. Брилинг пригласил Шарапова работать в свой институт. Репрессирован[5], освобожден в 1953 году. Сын — Константин Константинович Брилинг (1931—2000). 2-й брак — Андрей Андреевич Файт, их сын — кинорежиссёр Юрий Файт.
- Елена (1906—1970). Её муж — Юрий Александрович Бугельский, художник. Их сын — Юрий Юрьевич Бугельский, доктор геолого-минералогических наук, журналист и горнолыжник[6].
- Наталья (1911—1990). Её муж — Анатолий Анатольевич Гунст, инженер-связист, преподаватель, сын А. О. Гунста, архитектора, художника, основателя и директора Училища изящных искусств.

Племянник (сын брата Аркадия, погибшего во время Гражданской войны, в Галиции) — Николай Аркадьевич Брилинг, актёр.

## Работы
- «Двигатели внутреннего сгорания» (1911; 3 изд., 1935)
- «Исследование рабочего процесса и теплопередачи в двигателе Дизель» (1931)

В этих работах были впервые представлены формулы для подсчёта теплопередачи и был предложен новый метод теплового расчёта двигателя внутреннего сгорания.
Н. Р. Брилинг сконструировал ряд оригинальных двигателей: как автомобильных, так и авиационных; а также, одну из лучших в то время моделей аэросаней — аэросани типа «БК» (Брилинг и Кузьмин).
Для проведения исследовательских работ и проектирования снегоходов новых типов по предложению Н. Е. Жуковского была создана Комиссия по постройке аэросаней — КОМПАС..

…

В 1920 году в мастерских КОМПАС. построили машины конструкции Н. Р. Бриллинга и А. С. Кузина, которые использовались на фронтах гражданской войны, принимали участие в ликвидации кронштадтского мятежа в 1921 году.
Н. Р. Брилинг принимал участие в создании первого советского малолитражного автомобиля НАМИ-1.
В 1951 году Брилингом, совместно с сотрудниками, была написана работа «Быстроходные дизели» (1951). В этой работе были описаны основные тепловые процессы, определяющие как энергетические, так и экономические показатели быстроходных транспортных дизелей.
В 1956 году была создана работа по быстроходным короткоходным дизелям. В ней Брилинг дал теоретическое обоснование создания двигателей с высокой экономичностью при высокой литровой мощности. В этом же году был напечатан роман А. А. Бека «Талант (жизнь Бережкова)», в котором прототипом Августа Ивановича Шелеста стал Н. Р. Брилинг.
Также Н. Р. Брилингу принадлежит ряд работ по проектированию и расчёту нефте- и газопроводов.
Среди учеников Брилинга — академики В. Я. Климов, А. А. Микулин, Б. С. Стечкин, Е. А. Чудаков, генеральные конструкторы авиационных двигателей А. Д. Швецов, В. А. Добрынин.

## Награды
- два ордена Ленина (в том числе 13.10.1956)
- орден Трудового Красного Знамени (13.12.1946)
- орден «Знак Почёта»
- Заслуженный деятель науки и техники РСФСР (1946)